# Цатаніх
Цатаніх — село в Унцукульському районі Дагестану.

## Історія
Населений пункт Цатаніх тривалий час залишався театром бойових дій під час Кавказької війни, зокрема, тут у 1842 році відбулася Ічкеринська битва.  